# Serris
|  | Per a altres significats, vegeu «Sèrras». |

Serris és un municipi francès, situat al departament de Sena i Marne i a la regió d'Illa de França. L'any 2007 tenia 6.592 habitants.
Forma part del cantó de Serris, del districte de Torcy i de la Comunitat d'aglomeració Val d'Europe Agglomération.

## Demografia

### Població
El 2007 la població de fet de Serris era de 6.592 persones. Hi havia 2.468 famílies, de les quals 829 eren unipersonals (474 homes vivint sols i 355 dones vivint soles), 492 parelles sense fills, 888 parelles amb fills i 259 famílies monoparentals amb fills.
La població ha evolucionat segons el següent gràfic:
Habitants censats

### Habitatges
El 2007 hi havia 3.417 habitatges, 2.724 eren l'habitatge principal de la família, 427 eren segones residències i 266 estaven desocupats. 795 eren cases i 2.088 eren apartaments. Dels 2.724 habitatges principals, 1.002 estaven ocupats pels seus propietaris, 1.686 estaven llogats i ocupats pels llogaters i 36 estaven cedits a títol gratuït; 622 tenien una cambra, 454 en tenien dues, 588 en tenien tres, 508 en tenien quatre i 551 en tenien cinc o més. 2.118 habitatges disposaven pel capbaix d'una plaça de pàrquing. A 1.365 habitatges hi havia un automòbil i a 707 n'hi havia dos o més.

### Piràmide de població
La piràmide de població per edats i sexe el 2009 era:
| Homes | Edats   | Dones |
| ----- | ------- | ----- |
| 0     | 95 o +  | 0     |
| 0     | 90 a 94 | 0     |
| 0     | 85 a 89 | 4     |
| 0     | 80 a 84 | 0     |
| 0     | 75 a 79 | 8     |
| 8     | 70 a 74 | 4     |
| 16    | 65 a 69 | 12    |
| 8     | 60 a 64 | 20    |
| 36    | 55 a 59 | 28    |
| 32    | 50 a 54 | 24    |
| 84    | 45 a 49 | 64    |
| 108   | 40 a 44 | 92    |
| 120   | 35 a 39 | 124   |
| 120   | 30 a 34 | 112   |
| 116   | 25 a 29 | 128   |
| 112   | 20 a 24 | 132   |
| 80    | 15 a 19 | 120   |
| 92    | 10 a 14 | 100   |
| 100   | 5 a 9   | 104   |
| 128   | 0 a 4   | 88    |

## Economia
El 2007 la població en edat de treballar era de 4.906 persones, 4.183 eren actives i 723 eren inactives. De les 4.183 persones actives 3.922 estaven ocupades (2.026 homes i 1.896 dones) i 261 estaven aturades (104 homes i 157 dones). De les 723 persones inactives 109 estaven jubilades, 431 estaven estudiant i 183 estaven classificades com a «altres inactius».

### Ingressos
El 2009 a Serris hi havia 2.613 unitats fiscals que integraven 6.965,5 persones, la mediana anual d'ingressos fiscals per persona era de 21.751 €.

### Activitats econòmiques
Dels 645 establiments que hi havia el 2007, 2 eren d'empreses extractives, 2 d'empreses alimentàries, 1 d'una empresa de fabricació de material elèctric, 10 d'empreses de fabricació d'altres productes industrials, 29 d'empreses de construcció, 263 d'empreses de comerç i reparació d'automòbils, 29 d'empreses de transport, 38 d'empreses d'hostatgeria i restauració, 19 d'empreses d'informació i comunicació, 30 d'empreses financeres, 42 d'empreses immobiliàries, 87 d'empreses de serveis, 64 d'entitats de l'administració pública i 29 d'empreses classificades com a «altres activitats de serveis».
Dels 89 establiments de servei als particulars que hi havia el 2009, 1 era una oficina del servei públic d'ocupació, 1 oficina de correu, 9 oficines bancàries, 3 autoescoles, 3 paletes, 3 guixaires pintors, 3 fusteries, 1 lampisteria, 3 electricistes, 5 empreses de construcció, 7 perruqueries, 1 veterinari, 1 agència de treball temporal, 32 restaurants, 10 agències immobiliàries, 2 tintoreries i 4 salons de bellesa.
Dels 170 establiments comercials que hi havia el 2009, 1 era, 2 botiges de menys de 120 m², 6 fleques, 4 llibreries, 110 botigues de roba, 9 botigues d'equipament de la llar, 9 sabateries, 2 botigues d'electrodomèstics, 5 botigues de mobles, 5 botigues de material esportiu, 7 perfumeries, 8 joieries i 2 floristeries.

## Equipaments sanitaris i escolars
El 2009 hi havia 2 farmàcies i 2 ambulàncies. El 2009 hi havia 4 escoles maternals i 4 escoles elementals. A Serris hi havia 1 col·legi d'educació secundària i 1 liceu d'ensenyament general. Als col·legis d'educació secundària hi havia 507 alumnes i als liceus d'ensenyament general 324. Disposava d'un centre d'altres ensenyaments superiors.

## Poblacions properes
El següent diagrama mostra les poblacions més properes.